# Krosmaga
 (novembre 2017).
Krosmaga est un jeu vidéo mêlant tower defense et jeu de cartes à collectionner virtuel développé par Ankama Games, basé sur le mode de fonctionnement d'un free-to-play, sorti le 22 février 2017. Le jeu se déroule dans l'univers du Krosmoz, c'est-à-dire, entre autres, dans celui des jeux Dofus et Wakfu, et de la série télévisée Wakfu,.
La volonté explicite de l'équipe de développement est de faire de Krosmaga un vrai jeu compétitif (une première dans la gamme de jeux Ankama Games ) et organise régulièrement des tournois tout en mettant en avant ceux organisés par la communauté de joueurs.

## Système de jeu

### Présentation et but du jeu
Krosmaga est un jeu vidéo au tour par tour à la croisée du tower defense et du jeu de cartes à collectionner virtuel situé dans l'univers du Krosmoz. Il consiste à faire avancer des invocations sur un plateau de jeu de sa zone jusqu'à la zone adverse, dans le but de détruire les Dofus de son adversaire. Contrairement aux autres jeux d'Ankama Games, le joueur y incarne un Dieu du Krosmoz et non un de leurs fidèles.
Au début d'une partie, le joueur choisit un Dieu et un jeu de 45 cartes associé (le deck). La partie se déroule sur un plateau composé de deux camps chacun composés de 5 lignes de 4 cases utilisables et une case réservée aux cinq Dofus, deux d'entre eux étant des leurres. Les vrais Dofus jouent donc le rôle de conteneurs de points de vie. Le but du jeu est de détruire deux des vrais Dofus adverses sur les trois présents. Au début de la partie, tous les Dofus sont cachés et permutés aléatoirement de manière à produire un jeu mixte à information incomplète. Ils sont révélés s'ils sont détruits ou par certains effets en jeu.
Chaque joueur dispose d'une zone d'invocation de créatures qui lui est propre de son côté du plateau de jeu et peut mener celles-ci dans le camp adverse à l'aide de sorts. Cette zone d'invocation correspond au début d'une partie à la première rangée du camp de chaque joueur et une rangée d'invocation est ajoutée pour chaque faux Dofus adverse détruit.
La main du joueur est composée d'un maximum de 10 cartes, dont l'une d'entre elles est piochée automatiquement au début chaque tour dans le deck dont les cartes sont battues aléatoirement. Si la main du joueur est pleine, les cartes supplémentaires piochées sont envoyées directement dans une défausse.
Sur la première ligne d'invocation disponible se trouvent des token appelés Prismes aux effets variables pouvant être ramassés en invoquant une créature alliée sur la case associé. Deux d'entre eux permettent d'augmenter sa réserve de Points d'Action, deux donnent au joueur un sort permettant d'infliger des dégâts directs à un Dofus ciblé, le dernier permet de piocher une carte supplémentaire.
Les créatures invoquées par le joueur se déplacent automatiquement à chaque fin de tour hormis à la fin du tour où elles sont invoquées. Elles attaquent automatiquement les créatures adverses leur faisant face lors de leur déplacement. Les créatures peuvent disposer d'effets variés qui peuvent se déclencher dans une situation donnée.

### Dieux jouables
Les Dieux jouables de Krosmaga sont les dieux de l'univers du Krosmoz, ayant chacun leurs mécaniques, forces et faiblesses propres. Ils correspondent aux classes de personnages jouables dans les jeux de rôle édités par Ankama Games. Ils sont ajoutés au jeu de manière progressive et en décembre 2017 dix d'entre eux sont disponibles en jeu :
| Dieux jouables dans Krosmaga | Dieux jouables dans Krosmaga | Dieux jouables dans Krosmaga             |
| Date de disponibilité        | Dieu                         | Principes généraux                       |
| ---------------------------- | ---------------------------- | ---------------------------------------- |
| 22 février 2017              | Cra                          | Attaques à distance, dégâts directs      |
| 22 février 2017              | Ecaflip                      | Maîtrise de l'aléatoire                  |
| 22 février 2017              | Eniripsa                     | Soin, contrôle des créatures             |
| 22 février 2017              | Iop                          | Initiative, bonus d'attaque              |
| 22 février 2017              | Sacrieur                     | Sacrifices de créatures, gardes du corps |
| 22 février 2017              | Sadida                       | Contrôle des créatures, combo            |
| 22 février 2017              | Sram                         | Manipulation de la défausse, pièges      |
| 22 février 2017              | Xelor                        | Dégâts directs, contrôle de mana         |
| 28 juin 2017                 | Enutrof                      | Butins, fusion d'invocations             |
| 12 décembre 2017             | Féca                         | Armures, boucliers, glyphes              |

Chaque Dieu dispose d'un deck de base fourni par l'équipe de développement, comprenant uniquement des cartes de base débloquées gratuitement par le joueur avec le Dieu associé. En plus de ce paquet, le joueur peut créer librement sept paquets personnalisés pour chacun des Dieux en jeu.

### Caractéristiques et compétences des invocations
Les créatures disposent de caractéristiques qui leur sont propres. Il existe des caractéristiques universelles des compétences optionnelles (effets) correspondant à des habiletés de chaque créature. Chaque créature peut être, hors cas particulier, intégrée en trois exemplaires au deck de jeu.

### Sorts
En plus des créatures, chaque joueur dispose de cartes lui permettant de lancer des sorts. Ceux-ci peuvent causer des dégâts directs aux créatures ou aux Dofus, augmenter une ou plusieurs caractéristiques d'une ou plusieurs créatures ou accorder à celles-ci des compétences supplémentaires.

### Monnaies en jeu
Le jeu dispose de deux monnaies virtuelles propres. Les Kamas permettent d'acheter des Boosters de cartes et des éléments cosmétiques, et peuvent être obtenus en les achetant en argent réel ou en réalisant des quêtes. Les Fragments de Dofus permettent au joueur de créer des cartes qu'il ne possède pas et s'obtiennent en détruisant des doublons de cartes déjà possédées ou en réalisant des quêtes.

### Cartes

#### Système de rareté
Toutes les cartes de Krosmaga sont classifiées par rareté. Celle-ci influence le coût de création ou la récompense pour la destruction d'une carte (mesurées en Fragments de Dofus), la puissance de la carte en termes de caractéristiques et de compétences. Les raretés dites Krosmique et Infinite, plus puissantes, font l'objet d'une limitation dans chaque deck (5 Infinite et 7 Krosmique). Les Infinite ont 3 versions, représentées par des étoiles, allant de une à trois. On peut jouer seulement une Infinite de chaque série dans son deck.

#### Boosters de cartes
Comme la majorité des jeux de cartes à collectionner, Krosmaga propose un système de Boosters de cartes disponibles à l'achat. Les Boosters contiennent cinq cartes aléatoires choisies parmi l'ensemble des cartes disponibles selon la rareté de ceux-ci. Ils sont répartis en différentes catégories :
- Les Boosters de base : Bronze, Argent et Or, contenant des cartes du jeu de base ;
- Les Boosters d'extension, contenant des cartes propres aux extensions majeures.

#### Création des paquets de cartes
Chaque « deck de cartes », un paquet jouable, est composé de 45 cartes et peut contenir au maximum trois exemplaires de chaque carte. Le jeu de base est composé de 505 cartes distinctes, auxquelles s'ajoutent régulièrement des extensions,,,.
Pour créer un deck, le joueur commence par choisir un Dieu auquel celui-ci sera associé. Il est ensuite dirigé vers une interface de création où il peut choisir les cartes qu'il veut ajouter au paquet, est informé des restrictions de cartes et peut visualiser la répartition de coûts de ses cartes. Si le paquet est valide, il peut être enregistré et joué.

### Système de quêtes
Dans Krosmaga, il existe plusieurs types de quêtes réalisables par le joueur :
- Les quêtes uniques : elles consistent en des objectifs réalisables une seule fois comme le fait d'atteindre un certain nombre de victoires totales sur le compte du joueur. Elles permettent de gagner des Kamas, des Boosters ou encore des outils de personnalisation ;
- Les défis d'Écaflip : reçus automatiquement par le joueur au rythme d'un par jour, ils consistent en l'accomplissement d'un objectifs donnés et réitérables comme la victoire avec un Dieu imposé ou le cumul d'un certain nombre d'invocations. Elles permettent de gagner des récompenses comme des Boosters de cartes ou des Kamas ;
- Les défis événementiels : activés sur des durées limitées, ils consistent en des quêtes classiques de remplissage d'objectifs. Ils sont liés à des événements ponctuels au long de l'année comme les fêtes populaires, des tournois ou les anniversaires du jeu et permettent de gagner des récompenses (cartes, outils de personnalisation, etc.) exclusives à ceux-ci.

### Modes de jeu
Krosmaga propose aux joueurs les modes de jeu suivants :
| Modes de jeu | Modes de jeu   | Modes de jeu                                                                        |
| Mode         | Type de partie | Description                                                                         |
| ------------ | -------------- | ----------------------------------------------------------------------------------- |
| Classique    | Entraînement   | Jeu classique contre une intelligence artificielle                                  |
| Classique    | Classé         | Jeu classique contre un joueur, en compétition pour le classement mensuel et absolu |
| Donjon       |                | Jeu aux règles modifiées contre une intelligence artificielle                       |
| Draft        |                | Jeu classique contre un joueur , en utilisant des decks construits à la volée       |

## Modèle économique
Krosmaga adopte le modèle économique free-to-play. En jeu, cela se traduit par la possibilité d'acheter immédiatement des Kamas ou des éléments cosmétiques. Lors d'événements ou de la mise à jour du jeu par des extensions, Ankama Games peut proposer l'achat immédiat de Boosters de cartes, de nouvelles cartes ou d'éléments cosmétiques exclusifs. Lors des premiers jours de jeu, pour chaque joueur, est proposé un Pack de départ comprenant des Boosters de base de toutes raretés.

## Origines
Krosmaga utilise de nombreuses images du jeu de cartes Wakfu TCG pour ses illustrations.

## Extensions
L'extension Nécromes et Paladirs, accessible le 28 juin 2017, est la première extension majeure de Krosmaga. Elle ajoute en jeu 170 nouvelles cartes, dont 7 pour chacun des 8 Dieux existant déjà en jeu. 32 cartes sont dédiées à la nouvelle classe disponible avec l'extension, l'Enutrof, et 75 cartes sont neutres et accessibles à toutes les classes. Cette extension est développée autour d'une lutte manichéiste entre le Bien (représenté par les cartes dites Paladir) et le Mal (les cartes Nécrome). La bande annonce de l'extension expose son histoire : les Enutrof, mineurs avaricieux sous l'influence de leur Dieu, creusèrent trop profondément dans les entrailles du Monde des Douze et libérèrent une puissance maléfique sous la forme du Nécronomigore, un livre maléfique inspiré du Necronomicon de Lovecraft,.
L'extension mineure d'Halouine du 24 octobre 2017 (version de la fête d'Halloween dans le Krosmoz) ajoute de nouvelles cartes et équilibre des cartes existantes dans les familles de monstres liées au thème de la fête. Ainsi, les familles Goules, Mulous et Chafers reçoivent en tout 12 nouvelles cartes et 16 cartes déjà en jeu sont modifiées.
L'extension La Fratrie d'Oropo, du nom de l'antagoniste de la saison 3 de Wakfu diffusée en 2016, déjà évoquée par des rumeurs, est annoncée le 1er novembre de la même année via l'émission 100 decks et le webzine Gamakna,. Le Feca, aux mécaniques axées sur les armures et boucliers, est la nouvelle classe jouable de cette extension accessible le 12 décembre 2017 . 90 cartes sont ajoutées dans cette extension en comptant les trois niveaux des cartes Infinite : 3 cartes pour les 9 Dieux déjà en jeu, 28 cartes neutres et 35 cartes pour le Dieu Féca.
L'extension Brochettes de Salamouraï du 30 juin 2020, a été annoncée le 2 octobre 2019 et comporte 3 cartes par dieu et 10 cartes neutres. L'extension a amené la nouvelle famille des Salamouraï et remet en lumière les Cochons. Elle comporte 2 nouvelles krosmiques de ces familles. Les membres de la communauté ont pu participé à la créations des cartes de classes, en proposant leurs idées sur les forums. Certaines idées ont été reprises, on peut trouver le pseudo de leurs créateurs d'origine en cliquant sur la carte.
9 cartes événementielles ont été ajoutées après la sortie du patch 1.17 d'octobre 2024, jusqu'à décembre 2024. Celles-ci n'ont pas eu d'annonces officielles mais ont été produites par certains joueurs et ajoutées par un développeur.
| Liste des extensions | Liste des extensions     | Liste des extensions | Liste des extensions      |
| Date de sortie       | Nom                      | Ampleur              | Nombre de cartes ajoutées |
| -------------------- | ------------------------ | -------------------- | ------------------------- |
| juin 2017            | Nécromes et Paladirs     | Majeure              | 170                       |
| octobre 2017         | Halouine                 | Mineure              | 12                        |
| décembre 2017        | La Fratrie d'Oropo       | Majeure              | 90                        |
| juin 2020            | Brochettes de Salamouraï | Mineure              | 40                        |

## Personnalisation
Krosmaga propose quatre types d'outils de personnalisation en jeu :
- Les Socles : des plateaux sur lesquels sont positionnés les dieux en jeu, offerts en fin de saison aux joueurs de rang supérieur à 6, en récompenses de quêtes uniques ou de manière événementielle (obtention supprimée en fin de saison à la mise-à-jour 1.12) ;
- Les Trophées : des emblèmes à afficher sur les Socles, gagnés à chaque fin de saison selon le rang atteint en parties classées ou offertes de manière événementielle (obtention supprimée en fin de saison à la mise-à-jour 1.12) ;
- Les Dialogues : des phrases à utiliser en jeu pour communiquer avec son adversaire (provocations, remerciements, etc.) ;
- Les Émotes : des émoticônes aux graphismes de chaque dieu ou de personnage de l'univers du Krosmoz, symbolisant les émotions comme la surprise, la joie ou la colère.

## Tournois officiels
Les tournois officiels étaient organisés par l'équipe de Krosmaga via la plateforme Toornament. Ils sont généralement pourvus de dotations en cartes de jeu, en monnaies virtuelle et réelle. Ils sont actuellement suspendus.

### L'Arène des neiges
L'Arène des neiges est le premier tournoi officiel de Krosmaga. Il a eu lieu les 28 et 29 janvier 2017, soit pendant la phase de bêta-test du jeu.

### Spring Cup
La Spring Cup est un tournoi qui a eu lieu en les 22 et 23 avril 2017. 768 joueurs étaient inscrits aux qualifications. Le tournoi était pourvu de 3 000 € de dotations à gagner en plus des récompenses en jeu.

### TriKros
Le TriKros est un tournoi par équipes de trois ayant eu lieu les 16, 17, 23 et 24 septembre 2017. La dotation pour l’événement est de 90 €, de monnaie virtuelles et de cartes en jeu.

### Krosmaga Open Tournament
Le Krosmaga Open Tournament (KOT) est un tournoi ouvert à tous et soumis à des phases de poule. Il s'est déroulé les 6, 7, 13 et 14 octobre 2017 et permet aux 4 meilleurs joueurs au tournoi suivant, le Krosmaga Exclusive Tournament. La dotation, hors participation au KET est uniquement constituée de cartes en jeu et de monnaie virtuelle.

### Krosmaga Exclusive Tournament
Le Krosmaga Exclusive Tournament (KET) est un tournoi organisé par l'équipe du jeu, qui s'est déroulé les 20 et 21 octobre 2017 et réunissant 4 joueurs influents et 4 gagnants du KOT. La dotation totale est de 10 000 €.

### Krosmaga World Séries
Les Krosmaga World Séries (KWS) est un ensemble de onze tournois se déroulant du 9 décembre 2017 au 22 juillet 2018. Trois tournois "OPEN" sans limite de participants, sept tournois "SEASON" faisant s'affronter les 32 meilleurs joueurs de la saison écoulée et un tournoi "FINAL" . La dotation totale est de 45 000 €.

## Développement

Stand d'Ankama pour Dofus Pets à la Japan Expo 2017. On aperçoit le stand Krosmaga en arrière-plan, sur la gauche.

Les équipes de Krosmaga déclarent fin 2016 disposer de 40 000 testeurs volontaires.
Il s'agit du premier projet d'Ankama Games développé sous Unity.
En octobre 2019, après plusieurs mois sans nouvelles du développement du jeu, Anthony « Tot » Roux, directeur artistique d'Ankama, annonce sur son blog que Krosmaga n'est pas un jeu suffisamment rentable pour l'entreprise. Une mise à jour est cependant prévue pour la fin de l'année, avec une quarantaine de nouvelles cartes.

## Accueil
- Jeuxvideo.com : 16/20[29]
- TouchArcade : 4,5/5[30]